# أليسون ريكاردو
أليسون ريكاردو (30 يناير 1988 في ايتو في البرازيل – )؛ هو لاعب كرة قدم كان يلعب كمهاجم.

## وصلات خارجية
- أليسون ريكاردو على موقع رابطة كرة القدم اليابانية للمحترفين (اليابانية)
- أليسون ريكاردو على موقع قاعدة بيانات كرة القدم.إي يو (الإنجليزية)
- أليسون ريكاردو على موقع Soccerway.com (الإنجليزية)
- أليسون ريكاردو على موقع عالم كرة القدم.نت (الإنجليزية)